# Illice phaeoceps
Illice phaeoceps är en fjärilsart som beskrevs av George Francis Hampson 1900. Illice phaeoceps ingår i släktet Illice och familjen björnspinnare. Inga underarter finns listade i Catalogue of Life.